# Pałac Goldstandów w Zaborowie
Pałac Goldstandów w Zaborowie – pałac w Zaborowie, będący pierwotnie własnością rodziny Goldstandów.

## Charakterystyka
Pałac wzniesiony został w latach 1901–1903 (w miejscu dworu Izbińskich) dla warszawskiego finansisty Leona Feliksa Goldstanda i jego żony Zofii Karnkowskiej herbu Junosza według projektu architektów Franciszka Lilpopa i Karola Jankowskiego. Warszawski bankier szukał miejsca na godną siedzibę i w 1897 nabył dobra zaborowskie, sam pałac powstał w miejscu wcześniejszego dworu rodziny Izbińskich.
W budynku pałacu połączono przetworzone elementy stylów barokowego (mansardowe dachy, hełmy, wykroje szczytów) i klasycystycznego (portyk podtrzymujący taras pierwszego piętra, łącznik z pawilonem kuchennym), jednocześnie nawiązując do wiejskich rezydencji budowanych w Polsce w połowie XVIII w. Jest to piętrowa budowla na planie prostokąta z dwutraktowym układem pomieszczeń z sienią i dwukondygnacyjnym holem, wokół którego symetrycznie rozmieszczono pomieszczenia reprezentacyjne parteru. Pierwsze piętro i mansardy miały charakter prywatny. Pałac nakryto dachem mansardowym. Od strony południowej przylegała do pałacu oranżeria a od północy było połączenie z pawilonem kuchennym. 
W zewnętrznym ukształtowaniu bryły pałacu podkreślono jej horyzontalny charakter za pomocą gzymsów wydzielających kondygnacje oraz boniowania pasowego ścian parteru. Boniowanie zastosowano również na narożach pierwszego piętra. Pałac posiada bogatą eklektyczną dekorację z dodatkiem secesyjnych i swojskich elementów, którymi są np. motyw grzybów borowików w obramieniach okien.
Spadkobierczynią majątku po śmierci Leona Goldstanda została jego córka Janina Górska, która wraz z mężem mieszkała w nim i prowadziła wzorowe gospodarstwo do roku 1939, kiedy wyjechała do Anglii. W czasie okupacji stacjonowały tu wojska niemieckie, a po 1945 w pałacu urządził swoje biura miejscowy PGR (w oranżerii powstał skład nawozów). W 1968 roku pałac został przejęty przez Stowarzyszenie Dziennikarzy Polskich, które w 1974 utworzyło w nim dom pracy twórczej. Po roku 1990 pałac przekazany został przez komisję likwidacyjną dzielącą dawny majątek RSW dwóm organizacjom: Stowarzyszeniu Dziennikarzy Polskich i Stowarzyszeniu Dziennikarzy Rzeczypospolitej. Ostatecznie stał się ponownie własnością prywatną.
Pałac i otaczający go park 23 marca 1962 zostały wpisane do rejestru zabytków pod numerem 1118/500/62.

## W filmie
Pałac grał rolę siedziby rodu Ponimirskich w Koborowie, w serialu Kariera Nikodema Dyzmy, rezydencję dyrektora Czabana w serialu polskim Doktor Murek , pałacu prezesowej w serialu Lalka (w odcinku „Wiejskie rozrywki”) oraz w serialu Belle Epoque.